# Ramusella clavipectinata
Ramusella clavipectinata är en kvalsterart som först beskrevs av Michael 1885.  Ramusella clavipectinata ingår i släktet Ramusella och familjen Oppiidae. Arten är reproducerande i Sverige. Inga underarter finns listade i Catalogue of Life.